# 无饰燕尾海牛
无饰燕尾海牛（学名：Chelidonura inornata）为拟海牛科燕尾海牛属的动物。分布于所罗门群岛、加罗林群岛、澳大利亚、日本及西沙群岛等地，生活于暖水。通常栖息于潮间带石头下、海藻、珊瑚礁间。